# Liste der Naturdenkmäler in Wien/Margareten
Die Liste der Naturdenkmäler in Wien/Margareten listet alle als Naturdenkmal ausgewiesenen Objekte im 5. Wiener Gemeindebezirk Margareten auf. Bei den sechs Naturdenkmälern handelt es sich laut Definition der Stadt Wien um sechs Einzelnaturdenkmäler, wobei ausschließlich Bäume unter Schutz stehen. Unter den sechs Bäumen befinden sich zwei Gewöhnliche Robinien (Robinia pseudoacacia) und zwei Gewöhnliche Rosskastanien (Aesculus hippocastanum) sowie eine Morgenländische Platane (Platanus orientalis) und eine Winter-Linde (Tilia cordata).

## Naturdenkmäler
| Foto |                 | Name                                          | ID  | Standort                                                                            | Beschreibung | Fläche | Datum      |
| ---- | --------------- | --------------------------------------------- | --- | ----------------------------------------------------------------------------------- | --- | ------ | ---------- |
| 1    | Datei hochladen | Roßkastanie (Aesculus hippocastanum)          | 381 | Wien, Castelligasse 5 KG: Margareten GrStNr: 194/1 Standort                         | |        | 10.09.1951 |
| 1    | Datei hochladen | Morgenländische Platane (Platanus orientalis) | 382 | Wien, Margaretenstraße 103 KG: Margareten GrStNr: 299/2 Standort                    | Die Morgenländische Platane (Platanus orientalis) wies zum Untersuchungszeitpunkt einen Brusthöhenumfang von 3 m, eine Höhe von 23 m und einen Kronendurchmesser von 17 m auf.                                                           |        | 08.08.1951 |
| 1    | Datei hochladen | Robinie (Robinia pseudoacacia)                | 394 | Wien, Schönbrunner Straße 20 (Waldviertlerhof) KG: Margareten GrStNr: 1200 Standort | Die Gewöhnliche Robinie (Robinia pseudoacacia) wies zum Untersuchungszeitpunkt einen Brusthöhenumfang von 3 m, eine Höhe von 23 m und einen Kronendurchmesser von 17 m auf.                                                              |        | 08.08.1951 |
| 1    | Datei hochladen | Robinie (Robinia pseudoacacia)                | 454 | Wien, Margaretenstraße 103 KG: Margareten Standort                                  | Die Gewöhnliche Robinie (Robinia pseudoacacia) wurde zum Untersuchungszeitpunkt auf ein Alter von etwa 100 Jahre geschätzt. Der Baum wies einen Stammumfang von 2,2 m, eine Höhe von rund 15 m und einem Kronendurchmesser von 10 m auf. |        | 09.06.1955 |
| 1    | Datei hochladen | Winterlinde (Tilia cordata)                   | 685 | Wien, Margaretenstraße 89 KG: Margareten Standort                                   | Die Winter-Linde (Tilia cordata) wies 1980 einen Stammumfang von 1,40 m auf. |        | 17.04.1980 |
| 1    | Datei hochladen | Rosskastanie (Aesculus hippocastanum)         | 717 | Wien, Arbeitergasse 3 KG: Margareten GrStNr: 310/13 Standort                        | Die Gewöhnliche Rosskastanie (Aesculus hippocastanum) wies zum Untersuchungszeitpunkt eine Stammumfang von 2,78 m, eine Höhe von etwa 22 m und einem Kronendurchmesser von rund 20 m auf. Das Alter wurde auf etwa 120 Jahre geschätzt.  |        | 03.01.1986 |
| 1    | Datei hochladen | Botanischer Lebensraum                        | 855 | Wien, Rechte Wienzeile 2B KG: Margarethen GrStNr: 1282/2, 1284/2, 1788/18 Standort  | Die Sandsteinmauer der Wienflusseinfassung beherbergt schützenswerte und in Österreich seltene Pflanzenarten wie z. B. das Mauer-Glaskraut, den Östlichen Felsen-Mauerpfeffer oder den Gewöhnlichen Steinquendel.                        |        | 25.01.2021 |

## Ehemaliges Naturdenkmal
| Foto |                 | Name                             | ID  | Standort                                                 | Beschreibung | Fläche | Datum      |
| ---- | --------------- | -------------------------------- | --- | -------------------------------------------------------- | --- | ------ | ---------- |
| 1    | Datei hochladen | Weißer Maulbeerbaum (Morus alba) | 552 | Wien, Schloßgasse 15 KG: Margareten GrStNr: 216 Standort | Die Weiße Maulbeere (Morus alba) stand repräsentativ für jenen Maulbeerbaumbestand, der unter Maria Theresia in den Vorstädten zur Seidenraupenzucht entstand. |        | 22.01.1973 |

| Foto:                    | Fotografie des Naturdenkmals. Klicken des Fotos erzeugt eine vergrößerte Ansicht. Daneben finden sich zwei Symbole: \| Weitere Bilder vorhanden \| Das Symbol bedeutet, dass weitere Fotos des Objekts verfügbar sind. Durch Klicken des Symbols werden sie angezeigt. \| \| Eigenes Foto hochladen \| Durch Klicken des Symbols können weitere Fotos des Objekts in das Medienarchiv Wikimedia Commons hochgeladen werden. \| |
| Name:                    | Bezeichnung des Naturdenkmals laut offiziellen Quellen |
| ID                       | Identifikator |
| Standort:                | Es ist die Gemeinde und falls vorhanden die Adresse angegeben. Darunter sind die Katastralgemeinde (KG) und die Grundstücksnummer angeführt. Durch Aufruf des Links Standort wird die Lage des Denkmals in verschiedenen Kartenprojekten angezeigt. |
| Beschreibung             | Kurze Beschreibung des Naturdenkmals |
| Fläche                   | Fläche des Naturdenkmals in Hektar (ha) |
| Datum                    | Datum oder Jahr der Unterschutzstellung |
| Weitere Bilder vorhanden | Das Symbol bedeutet, dass weitere Fotos des Objekts verfügbar sind. Durch Klicken des Symbols werden sie angezeigt. |
| Eigenes Foto hochladen   | Durch Klicken des Symbols können weitere Fotos des Objekts in das Medienarchiv Wikimedia Commons hochgeladen werden. |